# Приреченский
Приреченский — посёлок в муниципальном образовании «город Горячий Ключ» Краснодарского края России. Входит в состав Саратовского сельского округа.

## География
Посёлок расположен в центральной части края, на северных склонах западной части Главного Кавказского хребта, вдоль долины реки Псекупс.

## История
Согласно Закону Краснодарского края от 10 марта 2004 года № 669-КЗ посёлок Приреченский вошёл в состав образованного муниципального образования город Горячий Ключ.

## Население
| 2002 | 2010  |
| ---- | ----- |
| 1130 | ↗1162 |

Национальный состав
Согласно результатам переписи 2002 года, в национальной структуре населения русские составляли 86 % от 1130 жителей.

## Инфраструктура
МБОУ ООШ № 7.

## Транспорт
Доступен автомобильный транспорт, проходит федеральная автодорога «Дон». Остановка общественного транспорта «Приреченский».